# Стефанос Драгуміс
Стефанос Драгуміс (грец. Στέφανος Δραγούμης; 1842 — 17 вересня 1923) — грецький суддя, письменник та прем'єр-міністр. Був батьком Іона Драгуміса.
Драгуміс був одним із трьох прем'єр-міністрів у грецькій історії, хто мав македонське походження.

## Життєпис
Його дід, Маркос Драгуміс (1770–1854) був членом Філікі Етерія (1814–1821). Стефанос народився в Афінах 1842 року.
Обіймав посаду генерального секретаря міністерства юстиції та був дуже активним політиком. Згодом був обраний до лав парламенту, а також займав пости міністра закордонних справ, юстиції та внутрішніх справ. 1904 року заснував в Афінах Македонський комітет.
1910 року, після виходу Кіріякуліса Мавроміхаліса у відставку з посту глави уряду, Драгуміса було призначено його наступником в рамках реформи уряду з боку Військової ліги. У той же час із Криту прибув Елефтеріос Венізелос. У березні парламент вирішив скликати Установчі збори для перегляду конституції. Кабінет Драгуміса виконав свою подвійну місію: забезпечив помірковані реформи та завершив свою законодавчу програму. У вересні Венізелос, спираючись на підтримку народу й масові демонстрації, створив власну політичну силу. Король Георг доручив Венізелосу сформувати уряд і прийняв відставку Драгуміса.
За часів Балканських війн обіймав пост генерал-губернатора Криту, а пізніше (червень 1913) — Македонії. Під час Національного розколу пристав на бік анти-венізелістів, роялістської фракції. 1915 був знову обраний до складу парламенту. Венізелісти бойкотували ті вибори. В результаті Драгуміс посів пост міністра фінансів в урядах Заіміса та Скулудіса. 1917 втратив свою посаду, коли Венізелоса було обрано до парламенту. 1920 року знову був обраний до лав грецького парламенту.